# Psiguria umbrosa
Psiguria umbrosa är en gurkväxtart som först beskrevs av Carl Sigismund Kunth, och fick sitt nu gällande namn av Charles Jeffrey. Psiguria umbrosa ingår i släktet Psiguria och familjen gurkväxter. Inga underarter finns listade i Catalogue of Life.